# Mickey Rourke
Mickey Rourke, właśc. Philip Andre Rourke Jr. (ur. 16 września 1952 w Schenectady) – amerykański aktor i scenarzysta, także bokser.

## Życiorys

### Wczesne lata
Urodził się w Schenectady w stanie Nowy Jork w konserwatywnej rodzinie rzymskokatolickiej o korzeniach irlandzko-francuskich i niemieckich jako jedno z trojga dzieci Ann Rourke i dozorcy Philipa Andre Rourke’a Sr., który amatorsko trenował kulturystykę. Miał starszą siostrę Patty i brata Joeya (ur. 26 czerwca 1954, zm. 6 października 2004 na raka płuca). Kiedy miał siedem lat, jego ojciec opuścił rodzinę. Niedługo później wraz z matką i dwójką rodzeństwa wyprowadził się do Liberty City, dzielnicy w północno-zachodnim Miami na Florydzie. W dzieciństwie zadawał się z ulicznymi chuliganami. W 1963 jego matka wyszła ponownie za mąż za Gene’a Addisa, policjanta i ojca pięciu synów z poprzedniego małżeństwa, z którym później się rozwiodła.

### Boks amatorski
Uczył się samoobrony w Boys Club of Miami, należał do klubu bokserskiego Gritty. W wieku 12 lat wygrał swój pierwszy pojedynek bokserski w wadze do 118 funtów. W latach 1968–1971 jako bokser amator stoczył cztery zwycięskie walki, w 1971 zdobył Złote Rękawice na Florydzie, jednak doznał dwóch kontuzji i zrezygnował z dalszej kariery na ringu.

### Początki kariery aktorskiej
W 1971, jako uczeń w Miami Beach Senior High School w Miami Beach na Florydzie, grał niewielką rolę aktorską w szkolnym przedstawieniu The Serpent. Do tej samej szkoły uczęszczał aktor Andy García, występujący z Rourke w drużynie baseballowej pod kierunkiem trenera J. Stanleya „Skipa” Bertmana. Wkrótce po tym, jak tymczasowo zrezygnował z boksu, przyjaciel z Uniwersytetu Miami opowiedział mu o sztuce Jeana Geneta Ścisły nadzór, którą reżyserował i o tym, jak mężczyzna grający rolę Zielonookiego zrezygnował, Rourke w wieku 19 lat dostał tę rolę i natychmiast zafascynował się aktorstwem. Pożyczył 400 dol. od swojej siostry, zamieszkał w Greenwich Village, nowojorskiej dzielnicy artystów i podjął kurs aktorski Lee Strasberg Institute. W tym czasie pracował m.in. jako kelner i ochroniarz w klubie nocnym, a później dorabiał także przy parkowaniu samochodów i kopaniu rowów. W tym okresie po raz pierwszy zetknął się z narkotykami, paląc marihuanę. Dzień przed egzaminem do Actors Studio trenerka aktorstwa Sandra Seacat zmotywowała Rourke’a do odnalezienia ojca, z którym był w separacji przez ponad 20 lat; mężczyzna w następnym roku zapił się na śmierć. Podczas swojego występu w talk-show Za drzwiami Actors Studio gospodarz James Lipton ujawnił, że Rourke został wybrany do Actors Studio w swoim pierwszym przesłuchaniu, które według Elii Kazana było „najlepszym przesłuchaniem od 30 lat”.
W 1978 przeniósł się do Los Angeles i zadebiutował na dużym ekranie jako szeregowiec Reese w komedii wojennej Stevena Spielberga 1941 (1979) u boku Dana Aykroyda i Johna Belushiego. Potem wystąpił w teledramacie ABC Miasto w strachu (City in Fear, 1980) w roli maniakalnego zabójcy, z udziałem Perry’ego Kinga, westernie Michaela Cimino Brama nieba (Heaven’s Gate, 1980) z Jeffem Bridgesem, Johnem Hurtem, Krisem Kristoffersonem, Christopherem Walkenem, Isabelle Huppert i Terrym O’Quinnem, dramacie telewizyjnym CBS Gwałt i małżeństwo: Sprawa Rideout (Rape And Marriage – The Rideout Case, 1980) z Lindą Hamilton, jako mąż oskarżony o zabójstwo żony oraz dreszczowcu Żar ciała (Body Heat, 1980), jako młody piromaniak u boku Kathleen Turner i Williama Hurta. Rola Boogiego w tragikomedii Barry’ego Levinsona Diner (1982) przyniosła mu nagrodę krytyków w Chicago i National Society of Film Critics.

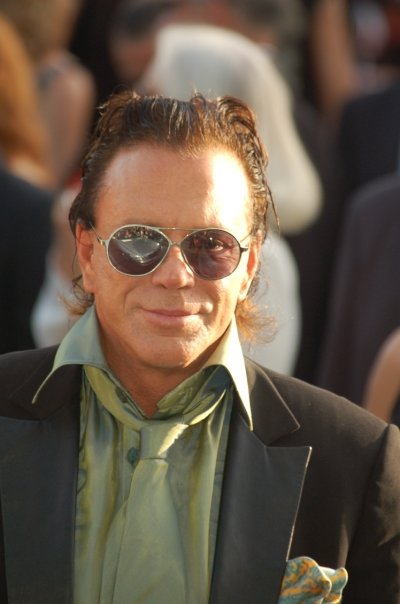
Rourke

Niedługo później znalazł się na planie dramatu Francisa Forda Coppoli Rumble Fish (1983), w którym zagrał rolę outsidera, którego idealizują podrostki z prowincjonalnego miasteczka. Swój występ w portrecie włosko-amerykańskiej mafii Papież Greenwich Village (The Pope of Greenwich Village, 1984) zadedykował zmarłemu aktorowi, Jamesowi Haydenowi (1953-1983). Następnie wystąpił w ambitnym dramacie Nicolasa Roega Eureka (1984). Stworzył fascynujący portret ostatniego sprawiedliwego w świecie moralnego upadku, przedwcześnie posiwiałego, brutalnego i egoistycznego policjanta wywodzącego się z polskiej emigracji, samotnie walczącego w Chińskiej Dzielnicy z wszechpotężną mafią, w dramacie kryminalnym Michaela Cimino Rok smoka (Year of the Dragon, 1985). Rozgłos przyniosła mu rola eleganckiego i nowoczesnego przedsiębiorcy szukającego na próżno sensu życia w perwersji wyzbytej miłości, w kontrowersyjnym melodramacie Adriana Lyne 9 1/2 tygodnia (Nine 1/2 Weeks, 1986) z Kim Basinger o niszczącym związku erotycznym dwojga ludzi. W mrocznym thrillerze Alana Parkera Harry Angel (1987) zagrał prywatnego detektywa podejmującego się odnalezienia muzyka jazzowego, uprowadzonego z kliniki psychiatrycznej. Za kreację alkoholika-pisarza zakochanego w pijaczce (Faye Dunaway) w dramacie Ćma barowa (Barfly, 1987) był nominowany do nagrody Independent Spirit Awards.
Był na okładkach magazynów, takich jak „Vanity Fair”, „Ekran”, „Esquire”, „Film”, „GQ”, „Interview” i „Entertainment Weekly”.
W 1988 zadebiutował jako scenarzysta melodramatu sportowego Swój chłopak (Homeboy, 1988), w którym także zagrał główną rolę starzejącego się boksera Johnny’ego Walkera uzależnionego od alkoholu. W następnym rolu wywołał kontrowersje w Irlandii, gdy ujawniono, że część swoich wpływów za odtwarzaną rolę Franciszka z Asyżu w filmie Franciszek (Francesco, 1989) przekazał na finansową pomoc dla IRA; dwóch członków Parlamentu Brytyjskiego domagało się zakazu wprowadzania jego filmów w Anglii. Za postać bezwzględnego kryminalisty w dramacie kryminalnym Michaela Cimino Godziny rozpaczy (Desperate Hours, 1990) i rolę enigmatycznego milionera w melodramacie Dzika Orchidea (Wild Orchid, 1990) otrzymał nominację do Złotej Maliny dla najgorszego aktora.

### Zawodowa kariera bokserska
W 1991 wrócił do boksu. Debiutancką walkę stoczył w War Memorial Auditorium w Fort Lauderdale na Florydzie, gdzie przeciwnikiem był Steve Powell. Walka zakończyła się jednogłośnym zwycięstwem Rourke (punktacja 38–37, 38–37, 39–37), po walce Mickey stwierdził: „Nie widzę dla siebie przyszłości w zawodowym boksie, ale robię to, bo dobrze się bawię”. W latach 1991–1994 stoczył osiem walk na zawodowym ringu, z sześcioma zwycięstwami (cztery przez nokaut) i dwoma remisami. Walczył na arenie międzynarodowej w krajach, w tym w Hiszpanii, Japonii i Niemczech. Podczas swojej kariery bokserskiej doznał wielu kontuzji, w tym złamanego nosa, palców u nóg i żeber, rozszczepionego języka i ściśniętej kości policzkowej. Cierpiał również na utratę pamięci krótkotrwałej. Ostatnią walkę stoczył 8 września 1994, przeciwnikiem był Sean Gibbons, walka zakończyła się remisem. Ogólny bilans walk na zawodowym ringu: 8 stoczonych walk, 2 remisy, 6 zwycięstw (5 KOs).
Lista walk
6 zwycięstw (4 nokauty, 2 przez decyzję) – 0 porażek, 2 remisy
| Wynik   | Przeciwnik       | Runda / Czas | Miejsce                | Data       |
| ------- | ---------------- | ------------ | ---------------------- | ---------- |
| Remis   | Sean Gibbons     | 4            | Davie (Floryda)        | 1994-09-08 |
| Wygrana | Thomas McCay     | 3 (4)        | Hamburg                | 1993-11-20 |
| Wygrana | Bubba Stotts     | 3 (4)        | Joplin (Missouri)      | 1993-07-24 |
| Wygrana | Tom Bentley      | 1 (4)        | Kansas City (Missouri) | 1993-03-30 |
| Wygrana | Terry Jesmer     | 4            | Oviedo                 | 1992-12-12 |
| Remis   | Francisco Harris | 4            | Miami Beach            | 1992-04-25 |
| Wygrana | Darrell Miller   | 1 (4), 2:14  | Tokio                  | 1991-06-23 |
| Wygrana | Steve Powell     | 4            | Fort Lauderdale        | 1991-05-23 |

### Powrót do aktorstwa

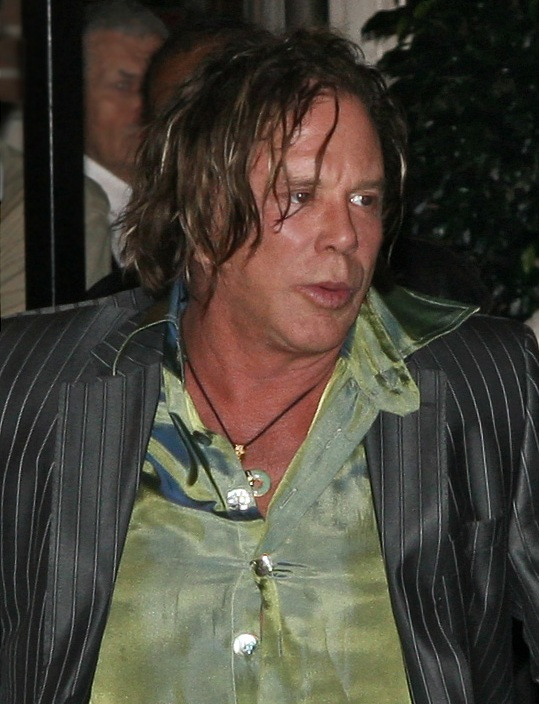
Rourke na Festiwalu Filmowym w Toronto (2008)

Kandydował do roli agenta FBI Jacka Crawforda w Milczeniu owiec (1991) i boksera Butcha Coolidge’a w Pulp Fiction (1994). Nakręcił rolę w Cienkiej czerwonej linii (1998), która ostatecznie została wycięta; podziękowano mu w napisach końcowych.
W połowie lat 90. w jego karierze nastąpił kryzys – po kłótniach z reżyserami, aktorami i menedżerami nie otrzymywał większych ról i z wielkiej willi przeniósł się do małego mieszkanka. W przetrwaniu pomogli mu najbliżsi przyjaciele, łożąc na jego utrzymanie. Po kryzysie, jaki przeszedł, chciał odratować swoją karierę filmową. Pomógł mu w tym Robert Rodriguez, angażując do roli Billy’ego w dreszczowcu Pewnego razu w Meksyku: Desperado 2 (Once Upon a Time in Mexico, 2003), a następnie obsadzając w głównej roli Marva w dramacie kryminalnym Franka Millera/Rodrigueza/Quentina Tarantino  Miasto grzechu  (Sin City, 2005), za którą otrzymał nagrodę Saturna, nagrodę krytyków w Chicago, nagrodę irlandzkiej publiczności i Online Film Critics Society Award.
Na Festiwalu Filmowym w Wenecji w 2008 film Zapaśnik (The Wrestler, 2008) otrzymał nagrodę dla najlepszego filmu, a grający w nim główną rolę Rourke został powszechnie uznany za najlepszego aktora, mimo iż ze względu na regulamin nie otrzymał oficjalnej nagrody. Na festiwalu doszło do skandalu – przewodniczący jury, Wim Wenders, tuż po wręczeniu nagród skrytykował zasady festiwalu, według których nie można temu samemu filmowi przyznać nagród za najlepszy film i dla najlepszego aktora. W styczniu 2009 Rourke został nominowany do Oscara jako najlepszy aktor pierwszoplanowy za rolę w Zapaśniku. W tym samym miesiącu odebrał Złoty Glob dla najlepszego aktora w filmie dramatycznym. Quentin Tarantino chciał obsadzić go w Bękartach wojny (2009), ostatecznie zrezygnował z tego pomysłu.

## Życie prywatne
Spotykał się z Terry Farrell. Był dwukrotnie żonaty. 31 stycznia 1981 ożenił się z aktorką Debrą Feuer. W 1989 doszło do rozwodu. 26 stycznia 1992 poślubił modelkę i aktorkę Carré Otis, rozwiedli się w 1995. W 2009 związał się z o 33 lata młodszą rosyjską modelką Anastassiją Makarenko.

## Filmy
- 1979: 1941 jako szeregowiec Reese
- 1980: Zamroczenie (Fade to Black) jako Richie
- 1980: Wrota niebios (Heaven’s Gate) jako Nick Ray
- 1980: Żar ciała (Body Heat) jako Teddy Lewis
- 1982: Diner jako Robert ‘Boogie’ Sheftell
- 1983: Rumble Fish jako motocyklista
- 1984: Papież Greenwich Village (The Pope of Greenwich Village) jako Charlie
- 1984: Eureka jako Aurelio D’Amato
- 1985: Rok smoka (Year of the Dragon) jako Stanley White
- 1986: 9 1/2 tygodnia (Nine 1/2 Weeks) jako John
- 1987: Harry Angel (Angel Heart) jako Harry Angel
- 1987: Ćma barowa (Barfly) jako Henry Chinaski
- 1987: Modlitwa za umierających (A Prayer for the Dying) jako Martin Fallon
- 1988: Swój chłopak (Homeboy) jako Johnny Walker
- 1989: Franciszek (Francesco) jako Franciszek z Asyżu
- 1989: Johnny Przystojniak (Johnny Handsome) jako John Sedley
- 1990: Godziny rozpaczy (Desperate Hours) jako Michael Bosworth
- 1990: Dzika orchidea (Wild Orchid) jako Wheeler
- 1991: Harley Davidson i Marlboro Man[25] jako Harley Davidson
- 1992: Białe piaski (White Sands) jako Gorman Lennox
- 1994: Ostatni żywy bandyta (The Last Outlaw) jako Graff
- 1994: Ostatnia przejażdżka (F. T. W.) jako Frank T. Wells
- 1995: Czas upadku (Fall Time) jako Florence
- 1996: Osaczony (Exit in red) jako Ed Altman
- 1996: Bullet jako Butch „Bullet” Stein
- 1997: Ryzykanci (Double Team) jako Stavros
- 1997: Następne dziewięć i pół tygodnia (Another 9 1/2 Weeks) jako John
- 1997: Zaklinacz deszczu (The Rainmaker) jako Bruiser Stone
- 1998: Spotkanie ze śmiercią (Point Blank) jako Rudy Ray
- 1998: Czwartek (Thursday, 1998) jako Detektyw Kasarov
- 1998: Cienka czerwona linia (The Thin Red Line) jako żołnierz
- 1998: Oko w oko z życiem (Buffalo '66) jako Bookie
- 1999: Shades jako Paul Sullivan
- 1999: Shergar jako Gavin O’Rourke
- 1999: Kuzyn Joey (Cousin Joey)
- 1999: Poza w pięćdziesięciu (Out in Fifty) jako Jack Bracken
- 2000: Gniazdo os (Animal Factory) jako Jan
- 2000: Dorwać Cartera (Get Carter) jako Cyrus
- 2001: Obietnica (The Pledge) jako Jim Olstad
- 2001: Follow (The Follow) jako mąż
- 2001: Zabójcze karaluchy (They Crawl) jako Tiny Frakes
- 2001: Niebezpieczne miasto (Picture Claire) jako Eddie
- 2002: Spun jako The Cook
- 2003: Jeźdźcy Apokalipsy (Masked and Anonymous) jako Edmund
- 2003: Pewnego razu w Meksyku: Desperado 2 (Once Upon a Time in Mexico) Billy
- 2004: Człowiek w ogniu (Man on Fire) jako Jordan
- 2005: Sin City: Miasto grzechu (Sin City) jako Marv
- 2005: Domino jako Ed
- 2006: Alex Rider: Misja Stormbreaker (Stormbreaker) jako Darius Sayle
- 2008: The Night Job jako Boots
- 2008: Zapaśnik (Wrestler) jako Randy „The Ram” Robinson
- 2008: Killshot
- 2009: The Informers jako Peter
- 2010: Iron Man 2 jako Ivan Vanko/Whiplash
- 2010: Niezniszczalni (The Expendables) jako Tool
- 2010: Trzynastu jako Jefferson
- 2011: Immortals. Bogowie i herosi (Immortals) jako król Hyperion
- 2011: Kurier. (The Courier) jako Maxwell
- 2013: Jawajska gorączka (Java Heat) jako Malik
- 2014: Sin City 2: Damulka warta grzechu (Sin City. A Dame to Kill For) jako Marv
- 2015: Dziewczyny na sprzedaż (Skin Traffik) jako Vogel
- 2015: Ashby jako Ashby
- 2015: Oddział wyrzutków (War Pigs) jako major A.J. Redding
- 2016: Swap (także WEAPONiZED) jako profesor Clarence Peterson
- 2018: Tiger jako Frank Donovan
- 2018: Nightmare Cinema jako projekcjoner
- 2019: Night Walk jako Gary
- 2019: Zakochany Berlin (Berlin, I Love You) jako Jim
- 2020: Girl jako szeryf
- 2020: Adverse jako Kaden
- 2020: Legionnaire’s Trail jako Corbulo
- 2021: The Seeding jako Ambrus
- 2021: Man of God jako sparaliżowany człowiek
- 2021: Mroczna przeszłość (Take Back) jako Patrick / Jack
- 2022: The Commando jako Johnny

## Filmy TV
- 1980: Miasto w strachu (City in Fear) jako Tony Pate
- 1980: Sztuka miłości (Act of Love) jako Joseph Cybulkowski
- 1980: Gwałt i małżeństwo: Sprawa Rideout[26] jako John Rideout
- 1981: Hardcase jako Perk Dawson
- 1994: Ostatni żywy bandyta (The Last Outlaw) jako Graff
- 1998: Lekcja życia (Thicker than blood) jako ojciec Frank Larkin

## Scenarzysta
- 1988: Swój chłopak (Homeboy)
- 1994: Ostatnia przejażdżka (F. T. W.)
- 1996: Bullet

## Gry komputerowe
- 2005: True Crime: New York City jako Terrence Higgins (dubbing)

## Nagrody
| Rok  | Nagroda                                                      | Kategoria                             | Film                            |
| ---- | ------------------------------------------------------------ | ------------------------------------- | ------------------------------- |
| 2006 | Nagroda Saturn                                               | Najlepszy aktor drugoplanowy          | Sin City: Miasto grzechu (2005) |
| 2008 | Międzynarodowy Festiwal Filmowy „Złota Pomarańcza” w Antalyi | Nagroda honorowa                      | –                               |
| 2009 | Złoty Glob                                                   | Najlepszy aktor w filmie dramatycznym | Zapaśnik (2008)                 |
| 2009 | Nagroda BAFTA                                                | Najlepszy aktor pierwszoplanowy       | Zapaśnik (2008)                 |
| 2010 | Scream Awards                                                | Najlepszy czarny charakter            | Iron Man 2 (2010)               |